# 事業復活支援金
事業復活支援金（じぎょうふっかつしえんきん）とは、新型コロナウイルス感染症の拡大や長期化に伴う需要の減少又は供給の制約により、大きな影響を受け（以下これらの影響を総称して「新型コロナウイルス感染症影響」という。）、自らの事業判断によらず売上が大きく減少している中小法人等及び個人事業者等に対して、2021年11月から2022年3月までの期間（以下「対象期間」という。）における影響を緩和して、事業の継続及び立て直しのための取組を支援するため、事業全般に広く使える事業復活支援金を迅速かつ公正に給付する支給金のことである。

## 概要
新型コロナウイルス感染症の拡大や長期化に伴う需要の減少又は供給の制約により大きな影響（新型コロナウイルス感染症影響）を受け、自らの事業判断によらずに対象月の売上が、基準月と比較して、50%以上又は30%以上50%未満減少した中小法人・個人事業者等が給付対象。
2021年３月の一時支援金、月次支援金に続き事業復活支援金が続いている。
持続化給付金で多発した不正受給を防ぐためにも一時支援金から登録確認機関による事前確認が導入された。